# Berta Karlik
Berta Karlik (* 24. Jänner 1904 in Wien, Österreich-Ungarn; † 4. Februar 1990 Wien) war eine österreichische Physikerin und den Großteil ihres Lebens an der Universität Wien tätig. Ihr größter Erfolg war die Entdeckung von drei Isotopen des Elementes 85, Astat, in den natürlichen radioaktiven Zerfallsreihen.

## Leben
Berta Karlik wurde als Tochter einer wohlsituierten Familie (ihr Vater Carl Karlik (1867–1951) war Direktor der Landeshypothekenanstalt) in Wien geboren. Dort besuchte sie ein öffentliches Mädchen-Gymnasium, das heutige GRG 13 Wenzgasse, das sie 1923 als Klassenbeste mit der Reifeprüfung abschloss. Im Herbst desselben Jahres begann Berta Karlik ihr Studium der Physik an der Universität Wien, das sie 1927 mit einer Dissertation Über die Abhängigkeit der Szintillationen von der Beschaffenheit des Zinksulfides und das Wesen des Szintillationsvorganges mit Auszeichnung abschloss. 1928 wurde, kurz vor Karliks 24. Geburtstag, ihre Promotion bekannt gegeben.
Dank eines Stipendiums der International Federation of University Women absolvierte Karlik einen einjährigen Studienaufenthalt in Paris und London, bevor sie 1931 ihre Tätigkeit am Wiener Institut für Radiumforschung begann. 1933 wurde sie zur wissenschaftlichen Hilfskraft bestellt und erhielt im selben Jahr gemeinsam mit ihrer Kollegin Elizabeth Rona den Haitinger-Preis der Österreichischen Akademie der Wissenschaften. 1936 suchte Karlik um Habilitation an und reichte dazu ihre Arbeit „Die Grenzen der Nachweisbarkeit der schweren Edelgase in Helium“ ein. 1937 erhielt sie die Venia Legendi und hielt ab 1937 regelmäßig Vorlesungen.
Aufgrund ihrer „arischen“ Abstammung war Berta Karlik, anders als viele ihrer Kolleginnen, von Österreichs Anschluss an Deutschland kaum betroffen. Sie konnte ihre Karriere ungehindert fortsetzen, ihre institutionelle Laufbahn verlief ungestört weiter. Sie wurde 1940 zur Assistentin und zwei Jahre später zur Diätendozentin befördert. Gemeinsam mit ihrer Kollegin Traude Bernert gelang ihr noch während des Zweiten Weltkriegs der Nachweis der Isotope 215, 216 und 218 des Elements 85 (Astat) in den natürlichen Zerfallsreihen, ein Höhepunkt in Karliks Forschungstätigkeit. (Das Isotop 211 des Elements Astat war schon 1940 in den USA von Emilio Segrè und Mitarbeitern künstlich erzeugt worden.)
Nach dem Zweiten Weltkrieg wurde Berta Karlik zur provisorischen Leiterin des Radiuminstitutes befördert, was die Verantwortung für dessen Wiederaufbau bedeutete. Außerdem kümmerte sie sich in dieser Zeit gemeinsam mit Ilse Knapitsch und Lore Antoine intensiv um die Neugründung des Verbandes der Akademikerinnen Österreichs. 1947 wurde Karlik definitive Leiterin des Radiuminstitutes. 1950 folgte die Ernennung zum außerordentlichen Professor und 1956 erhielt Karlik als erste Frau überhaupt ein Ordinariat (= ordentliche Professur) der Universität Wien. Im Jahr 1951 wurde sie mit dem Preis der Stadt Wien für Naturwissenschaften ausgezeichnet.
1973, ein Jahr vor ihrer Emeritierung, wählte die Akademie der Wissenschaften Berta Karlik als erste Frau zum vollwertigen Mitglied. Die letzten 15 Jahre ihrer Tätigkeit an der Universität Wien verbrachte Karlik hauptsächlich mit administrativen Aufgaben wie der Betreuung von Diplomanden und Dissertanten sowie der Leitung des Institutes. Im Jahr 1975 wurde sie zum Mitglied der Leopoldina gewählt.

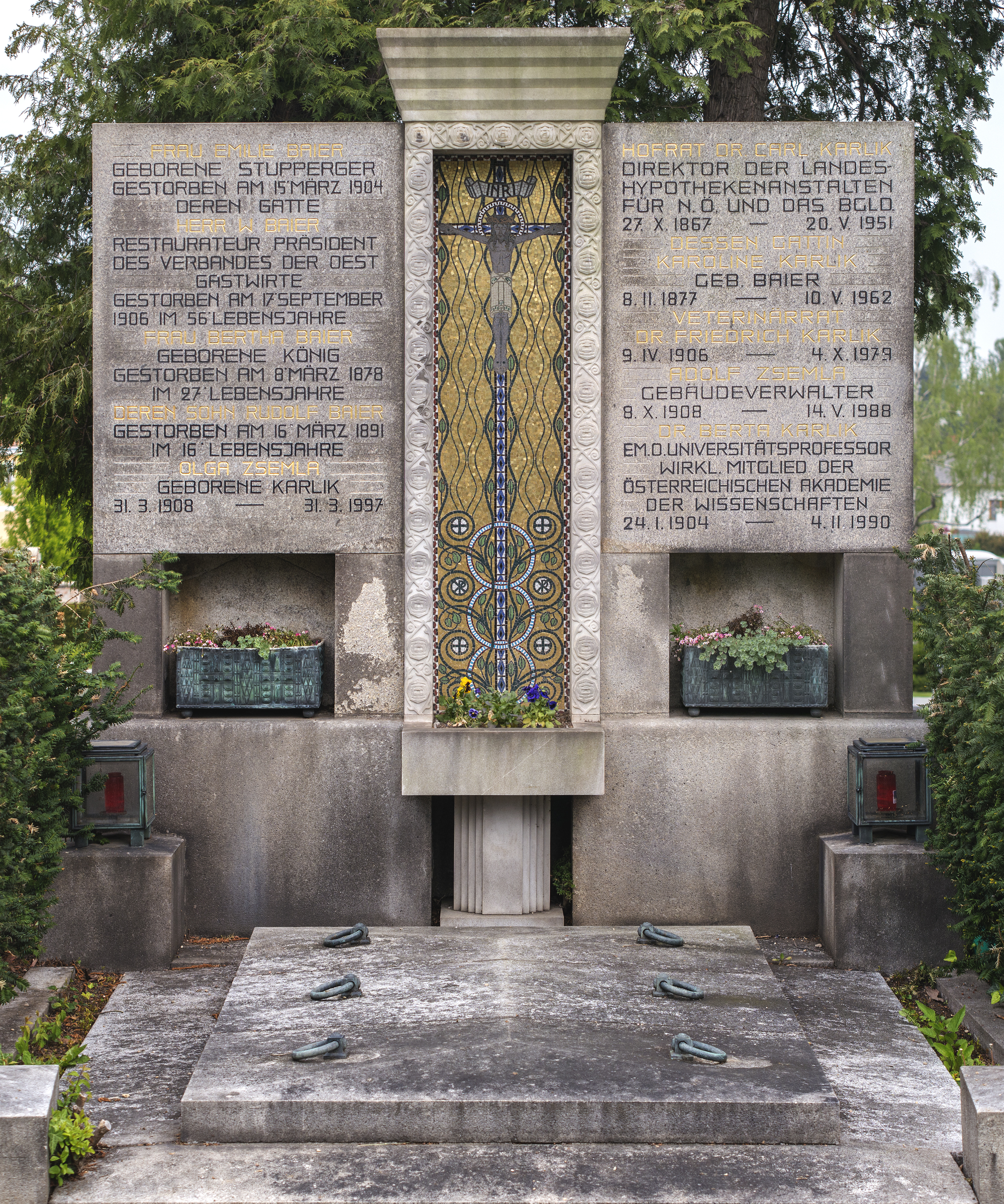
Grab von Berta Karlik

Berta Karlik verbrachte beinahe ihr ganzes Leben an „ihrem“ Institut. Abgesehen von ein paar Auslandsaufenthalten widmete sie der Universität Wien ihre ganze Arbeitskraft und war selbst nach ihrer Emeritierung weiter am Institut tätig, wo sie 1990 starb. Sie wurde am Friedhof Mauer bestattet.
Elisabeth Buzek (1901–2001), Malerin vieler Zwergenkalender, war Karliks Cousine.

## Ehrungen
Seit 1998 trägt das Karlik-Tor auf dem Campus der Universität Wien ihren Namen.
Im Jahr 2011 wurde in Wien-Hietzing (13. Bezirk) die Berta-Karlik-Gasse nach ihr benannt.
Im Juni 2016 wurde sie mit einer Büste im Arkadenhof der Universität Wien geehrt.

## Schriften (Auswahl)
- Berta Karlik, Traude Bernert: Eine neue natürliche α-Strahlung. In: Naturwissenschaften. Bd. 31, (1943), S. 298.
- Berta Karlik, Traude Bernert: Das Element 85 in den natürlichen Zerfallsreihen. In: Zeitschrift für Physik. Bd. 123 (1944), S. 51.